# Tentek

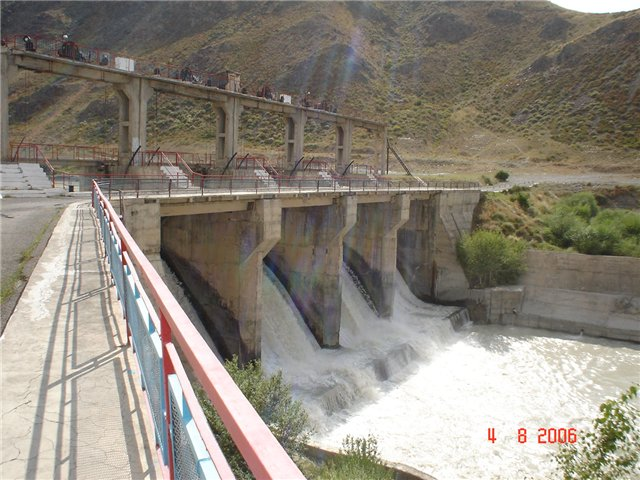
Tenek folyó

A Tentek folyó Kazahsztán Alakol körzetében, Zsetiszu régióban. A Sasykkol folyóba ömlik.

## Leírása
A Tentek folyó a kazah-kínai határtól északra, a Zhongar Alatau hegység északi lejtőjén ered.
A folyó hossza 187 kilométer, vízgyűjtő területe 5280 km². A folyón épült az Usharal vízerőmű. Teljesítménye 1260 köbméter víz másodpercenként. A megfigyelés évei alatt a maximális átfolyás egy erős tavaszi áradás idején 950 köbméter volt másodpercenként.

## Régészet
A Tentek folyó közelében található az Uigentas temetkezési hely, amely 150 sírhalmot foglal magában. A halmok területe 500×1000 méter.

## Fordítás
Ez a szócikk részben vagy egészben  a(z)   Тентек (река, впадает в Сасыкколь) című orosz Wikipédia-szócikk fordításán alapul.  Az eredeti cikk szerkesztőit annak laptörténete sorolja fel. Ez a jelzés csupán a megfogalmazás eredetét és a szerzői jogokat jelzi, nem szolgál a cikkben szereplő információk forrásmegjelöléseként.